# Amtsgericht Ellwangen

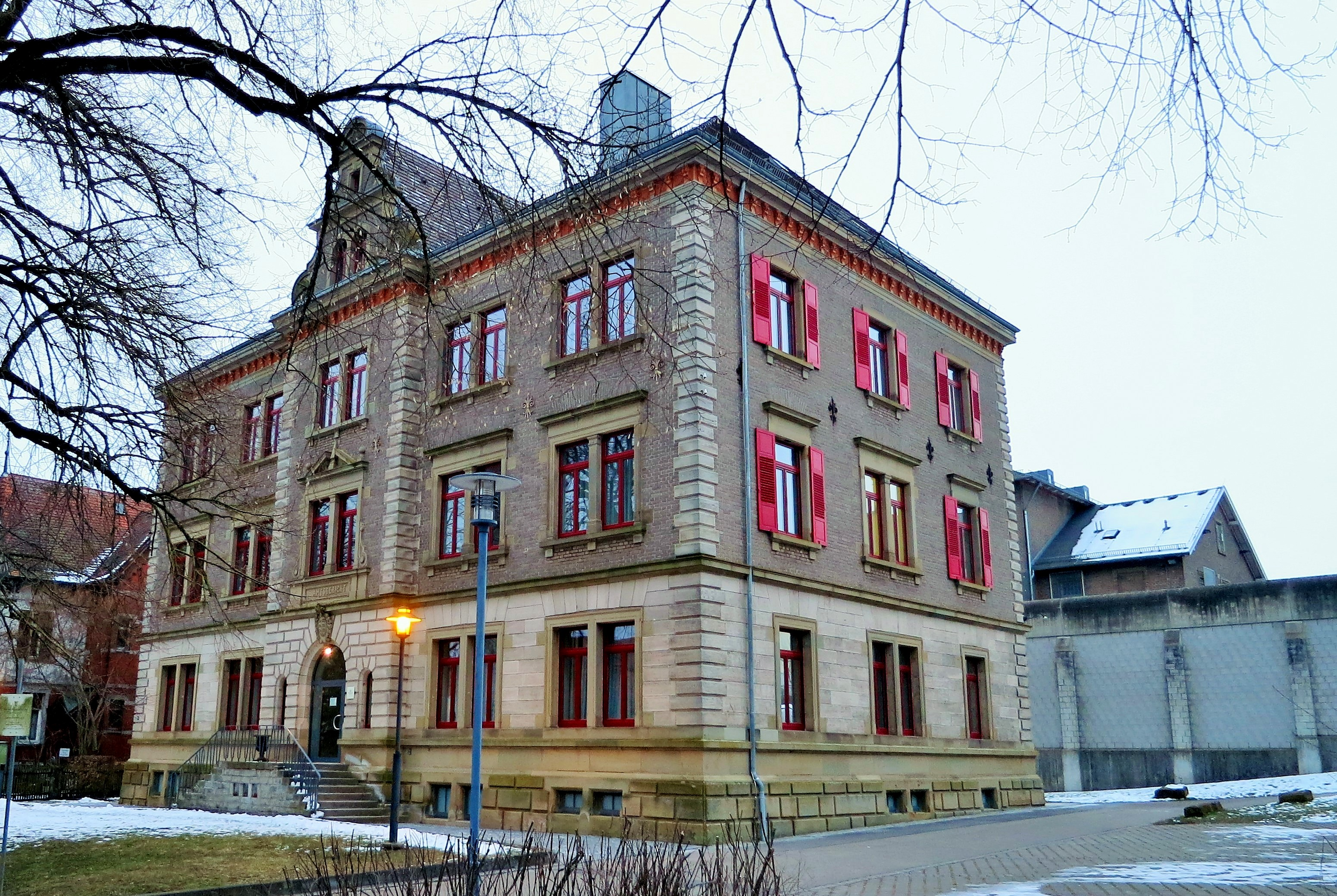
Gerichtsgebäude

Das Amtsgericht Ellwangen mit Sitz in Ellwangen ist eines von 108 Amtsgerichten in Baden-Württemberg. Es ist ein Gericht der ordentlichen Gerichtsbarkeit.

## Amtsgerichtsbezirk
Zum Amtsbezirk des Amtsgerichts Ellwangen gehören die Städte und Gemeinden Adelmannsfelden, Ellenberg, Ellwangen, Jagstzell, Lauchheim, Neuler, Rainau, Rosenberg, Stödtlen, Tannhausen, Unterschneidheim, Westhausen und Wört.

## Gerichtsgebäude
Das Amtsgericht befindet sich im Gebäude Schöner Graben 25 in Ellwangen, das unter Denkmalschutz steht.

## Zuständigkeit und Aufgaben
Das Amtsgericht ist erstinstanzliches Zivil-, Familien- und Strafgericht. Beim Amtsgericht wird außerdem das Vereins- und Güterrechtsregister geführt. Als Vollstreckungsgericht ist es zuständig für alle Vollstreckungssachen, bei denen der Schuldner seinen Wohnsitz im Gerichtsbezirk hat.
Zudem ist es als Konzentrationsgericht zuständig für Familien- und Schöffensachen des Amtsgerichtsbezirks Neresheim, Jugendschöffensachen der Amtsgerichtsbezirke Aalen, Bad Mergentheim, Crailsheim, Langenburg und Neresheim sowie Personenstands- und Landwirtschaftssachen für den gesamten Landgerichtsbezirk Ellwangen.
In den Zuständigkeitsbereich des Amtsgerichts fallen folgende weitere Tätigkeiten: Zivilsachen, Familiensachen, Strafsachen, Adoptionen, Bußgeldverfahren, Betreuungen, Gerichtsvollzieher, Gerichtszahlstelle, Hinterlegungen, Insolvenzen, Landwirtschaftssachen, Mahnverfahren, Rechtsantragstelle, Registersachen, Schuldnerverzeichnis, Unterbringung, Verschollenheitssachen, Vormundschaftssachen, Wohnungseigentum, Zwangsversteigerung und Zwangsvollstreckung.

## Übergeordnete Gerichte
Im Instanzenzug übergeordnet sind dem Amtsgericht Ellwangen das Landgericht Ellwangen, das Oberlandesgericht Stuttgart und der Bundesgerichtshof.